# WTA-toernooi van Berlijn
Het WTA-toernooi van Berlijn (bekend als het German Open) is een jaarlijks terugkerend tennistoernooi voor vrouwen dat vanaf 1896 werd gehouden in Hamburg en in 1979 verhuisde naar Berlijn. Het is een van de oudste vrouwentoernooien die nog steeds bestaan.

## Geschiedenis
Tot en met 2008 was het een graveltoernooi. De toen voorlopig laatste edities werden onder auspiciën van de WTA georganiseerd door de Qatarese tennisbond. Van 1988 tot en met 2008 was het toernooi gerangschikt in de categorie WTA Tier I. Die editie had de officiële naam Qatar Telecom German Open. Na die editie werd de WTA-licentie teruggegeven aan de WTA. De licentie ging vervolgens naar het WTA-toernooi van Warschau.
Vanaf 2021 (na meer dan een decennium pauze) wordt het toernooi opnieuw georganiseerd. Het is erkend als WTA 500-toernooi en wordt vanaf deze nieuwe start bedongen op gras in plaats van gravel.

## Vermeldenswaardige resultaten
Tot de winnaressen van het toernooi behoren de voormalige nummers een van de wereldranglijst Chris Evert, Steffi Graf, Monica Seles, Arantxa Sánchez Vicario, Martina Hingis, Amélie Mauresmo en Justine Henin. In de periode 2002–2006 stond de Belgische Justine Henin-Hardenne vier keer in de finale. Drie keer wist zij het toernooi te winnen. 2003 kende een volledig Belgische finale, met Kim Clijsters als verliezend finaliste. De Nederlandse Brenda Schultz stond in 1994 in de finale tegenover Steffi Graf.
In het dubbelspel won in 2001 Els Callens met haar Amerikaanse partner Meghann Shaughnessy de titel. Haar landgenote Kim Clijsters met de Japanse Ai Sugiyama bereikte de finale in 2003. Brenda Schultz was met haar Amerikaanse partner Debbie Graham verliezend finaliste in 1993.
Steffi Graf is recordhouder in het enkelspel. In elf jaar tijd won zij negen keer het toernooi.

## Officiële namen
Het toernooi is oorspronkelijk gestart onder de naam "Duits Open". Tijdens een aantal edities is een andere naam gevoerd, afhankelijk van de hoofdsponsor:
- 1989: Lufthansa Cup
- 1990–1992: Lufthansa Cup German Open
- 1997–2001: Eurocard Ladies German Open
- 2002–2003: MasterCard German Open
- 2004: Ladies German Open
- 2005: Qatar Total German Open
- 2006–2008: Qatar Telecom German Open
- 2021–2023: bett1open
- 2024: ecotrans Ladies Open
- 2025: Berlin Tennis Open

## Enkelspel
In 2007 werd het toernooi gewonnen door de Servische Ana Ivanović. Zij won in drie sets de finale van Svetlana Koeznetsova. Voor de negentienjarige Ivanović was het de derde WTA-titel en de tweede keer dat zij een toernooi van de categorie "Tier I" op haar naam schreef. Justine Henin was als eerste geplaatst en bereikte de halve finale.
In 2008 werd het toernooi gewonnen door de Russin Dinara Safina. De 22-jarige zus van Marat Safin won voor de tweede keer in haar loopbaan een "Tier I"-toernooi. Zij versloeg in de derde ronde de als eerste geplaatste Belgische Justine Henin. Later zou blijken dat dit meteen de laatste wedstrijd was van de Belgische toen zij in mei van dat jaar plots een punt zette achter haar carrière (een einde dat slechts tijdelijk bleek te zijn toen Henin in 2010 terug kwam tennissen en zelfs nog enkele finales speelde).

### Finales (1964–heden)
| Datum             | Naam                                                         | Cat.                                                         | ($)                                                          | Ondergrond                                                   | Winnares                                                     | Verliezend finaliste                                         | Uitslag                                                      |                                                              |
| ----------------- | ------------------------------------------------------------ | ------------------------------------------------------------ | ------------------------------------------------------------ | ------------------------------------------------------------ | ------------------------------------------------------------ | ------------------------------------------------------------ | ------------------------------------------------------------ | ------------------------------------------------------------ |
| 1964-08-03        | German Championships (H)                                     |                                                              |                                                              | gravel, buiten                                               | Margaret Smith                                               | Maria Bueno                                                  | 6-1, 6-4                                                     |                                                              |
| 1965-08-02        | German Championships (H)                                     |                                                              |                                                              | gravel, buiten                                               | Margaret Smith                                               | Edda Buding                                                  | 6-2, 6-3                                                     |                                                              |
| 1966-08-01        | German Championships (H)                                     |                                                              |                                                              | gravel, buiten                                               | Margaret Smith                                               | Maria Bueno                                                  | 8-6, 6-3                                                     |                                                              |
| 1967-08-01        | German Championships (H)                                     |                                                              |                                                              | gravel, buiten                                               | Françoise Dürr                                               | Lesley Turner                                                | 6-4, 6-4                                                     |                                                              |
| 1968-08-05        | German Championships (H)                                     |                                                              |                                                              | gravel, buiten                                               | Annette du Plooy                                             | Judy Tegart                                                  | 6-1, 7-5                                                     |                                                              |
| ↓ open tijdperk ↓ |                                                              |                                                              |                                                              |                                                              |                                                              |                                                              |                                                              |                                                              |
| 1969-08-04        | German Open (H)                                              |                                                              |                                                              | gravel, buiten                                               | Judy Tegart                                                  | Helga Niessen                                                | 6-3, 6-4                                                     |                                                              |
| 1970-08-10        | German Open (H)                                              |                                                              |                                                              | gravel, buiten                                               | Helga Hösl                                                   | Helga Niessen                                                | 6-3, 6-3                                                     |                                                              |
| 1971-05-17        | German Open (H)                                              |                                                              |                                                              | gravel, buiten                                               | Billie Jean King                                             | Helga Masthoff                                               | 6-3, 6-2                                                     |                                                              |
| 1972-06-05        | German Open (H)                                              |                                                              | 30.000                                                       | gravel, buiten                                               | Helga Masthoff                                               | Linda Tuero                                                  | 6-3, 3-6, 8-6                                                |                                                              |
| 1973-06-11        | German Open (H)                                              |                                                              |                                                              | gravel, buiten                                               | Helga Masthoff                                               | Pat Walkden-Pretorius                                        | 6-4, 6-1                                                     |                                                              |
| 1974-05-20        | German Open (H)                                              |                                                              |                                                              | gravel, buiten                                               | Helga Masthoff                                               | Martina Navrátilová                                          | 6-4, 5-7, 6-3                                                |                                                              |
| 1975-05-19        | German Open (H)                                              |                                                              | 30.000                                                       | gravel, buiten                                               | Renáta Tomanová                                              | Kazuko Sawamatsu                                             | 6-4, 6-7, 10-8                                               |                                                              |
| 1976-05-17        | German Open (H)                                              |                                                              | 30.000                                                       | gravel, buiten                                               | Sue Barker                                                   | Renáta Tomanová                                              | 6-3, 6-1                                                     |                                                              |
| 1977-05-09        | German Open (H)                                              |                                                              | 35.000                                                       | gravel, buiten                                               | Laura duPont                                                 | Heidi Eisterlehner                                           | 6-1, 6-4                                                     |                                                              |
| 1978-05-15        | German Open (H)                                              |                                                              | 35.000                                                       | gravel, buiten                                               | Mima Jaušovec                                                | Virginia Ruzici                                              | 6-2, 6-3                                                     |                                                              |
| 1979-05-21        | German Open                                                  |                                                              | 100.000                                                      | gravel, buiten                                               | Caroline Stoll                                               | Regina Maršíková                                             | 7-6, 6-0                                                     | details                                                      |
| 1980              | Niet georganiseerd, teneinde ruimte te maken voor de Fed Cup | Niet georganiseerd, teneinde ruimte te maken voor de Fed Cup | Niet georganiseerd, teneinde ruimte te maken voor de Fed Cup | Niet georganiseerd, teneinde ruimte te maken voor de Fed Cup | Niet georganiseerd, teneinde ruimte te maken voor de Fed Cup | Niet georganiseerd, teneinde ruimte te maken voor de Fed Cup | Niet georganiseerd, teneinde ruimte te maken voor de Fed Cup | Niet georganiseerd, teneinde ruimte te maken voor de Fed Cup |
| 1981-05-18        | German Open                                                  |                                                              | 100.000                                                      | gravel, buiten                                               | Regina Maršíková                                             | I Madruga-Osses                                              | 6-2, 6-1                                                     | details                                                      |
| 1982-05-17        | German Open                                                  |                                                              | 100.000                                                      | gravel, buiten                                               | Bettina Bunge                                                | Kathy Rinaldi                                                | 6-2, 6-2                                                     | details                                                      |
| 1983-05-16        | German Open                                                  |                                                              | 150.000                                                      | gravel, buiten                                               | Chris Evert                                                  | Kathleen Horvath                                             | 6-4, 7-6                                                     | details                                                      |
| 1984-05-14        | German Open                                                  |                                                              | 150.000                                                      | gravel, buiten                                               | Claudia Kohde-Kilsch                                         | Kathleen Horvath                                             | 7-6, 6-1                                                     | details                                                      |
| 1985-05-13        | German Open                                                  |                                                              | 150.000                                                      | gravel, buiten                                               | Chris Evert                                                  | Steffi Graf                                                  | 6-4, 7-5                                                     | details                                                      |
| 1986-05-12        | German Open                                                  |                                                              | 150.000                                                      | gravel, buiten                                               | Steffi Graf                                                  | Martina Navrátilová                                          | 6-2, 6-3                                                     | details                                                      |
| 1987-05-11        | German Open                                                  |                                                              | 150.000                                                      | gravel, buiten                                               | Steffi Graf                                                  | Claudia Kohde-Kilsch                                         | 6-2, 6-3                                                     | details                                                      |
| 1988-05-09        | German Open                                                  | Tier I                                                       | 300.000                                                      | gravel, buiten                                               | Steffi Graf                                                  | Helena Suková                                                | 6-3, 6-2                                                     | details                                                      |
| 1989-05-15        | Lufthansa Cup                                                | Tier I                                                       | 300.000                                                      | gravel, buiten                                               | Steffi Graf                                                  | Gabriela Sabatini                                            | 6-3, 6-1                                                     | details                                                      |
| 1990-05-14        | Lufthansa Cup German Open                                    | Tier I                                                       | 500.000                                                      | gravel, buiten                                               | Monica Seles                                                 | Steffi Graf                                                  | 6-4, 6-3                                                     | details                                                      |
| 1991-05-13        | Lufthansa Cup German Open                                    | Tier I                                                       | 500.000                                                      | gravel, buiten                                               | Steffi Graf                                                  | Arantxa Sánchez Vicario                                      | 6-3, 4-6, 7-6                                                | details                                                      |
| 1992-05-11        | Lufthansa Cup German Open                                    | Tier I                                                       | 550.000                                                      | gravel, buiten                                               | Steffi Graf                                                  | Arantxa Sánchez Vicario                                      | 4-6, 7-5, 6-2                                                | details                                                      |
| 1993-05-10        | German Open                                                  | Tier I                                                       | 750.000                                                      | gravel, buiten                                               | Steffi Graf                                                  | Gabriela Sabatini                                            | 7-6, 2-6, 6-4                                                | details                                                      |
| 1994-05-09        | German Open                                                  | Tier I                                                       | 750.000                                                      | gravel, buiten                                               | Steffi Graf                                                  | Brenda Schultz                                               | 7-6, 6-4                                                     | details                                                      |
| 1995-05-15        | German Open                                                  | Tier I                                                       | 806.250                                                      | gravel, buiten                                               | Arantxa Sánchez Vicario                                      | Magdalena Maleeva                                            | 6-4, 6-1                                                     | details                                                      |
| 1996-05-13        | German Open                                                  | Tier I                                                       | 926.250                                                      | gravel, buiten                                               | Steffi Graf                                                  | Karina Habšudová                                             | 4-6, 6-2, 7-5                                                | details                                                      |
| 1997-05-12        | German Open                                                  | Tier I                                                       | 926.250                                                      | gravel, buiten                                               | Mary Joe Fernandez                                           | Mary Pierce                                                  | 6-4, 6-2                                                     | details                                                      |
| 1998-05-11        | German Open                                                  | Tier I                                                       | 926.250                                                      | gravel, buiten                                               | Conchita Martínez                                            | Amélie Mauresmo                                              | 6-4, 6-4                                                     | details                                                      |
| 1999-05-10        | German Open                                                  | Tier I                                                       | 1.050.000                                                    | gravel, buiten                                               | Martina Hingis                                               | Julie Halard-Decugis                                         | 6-0, 6-1                                                     | details                                                      |
| 2000-05-08        | German Open                                                  | Tier I                                                       | 1.080.000                                                    | gravel, buiten                                               | Conchita Martínez                                            | Amanda Coetzer                                               | 6-1, 6-2                                                     | details                                                      |
| 2001-05-07        | Eurocard German Open                                         | Tier I                                                       | 1.185.000                                                    | gravel, buiten                                               | Amélie Mauresmo                                              | Jennifer Capriati                                            | 6-4, 2-6, 6-3                                                | details                                                      |
| 2002-05-06        | Eurocard German Open                                         | Tier I                                                       | 1.224.000                                                    | gravel, buiten                                               | Justine Henin                                                | Serena Williams                                              | 6-2, 1-6, 7-6                                                | details                                                      |
| 2003-05-05        | MasterCard German Open                                       | Tier I                                                       | 1.262.000                                                    | gravel, buiten                                               | Justine Henin-Hardenne                                       | Kim Clijsters                                                | 6-4, 4-6, 7-5                                                | details                                                      |
| 2004-05-03        | Ladies German Open                                           | Tier I                                                       | 1.300.000                                                    | gravel, buiten                                               | Amélie Mauresmo                                              | Venus Williams                                               | forfait                                                      | details                                                      |
| 2005-05-02        | Qatar Total German Open                                      | Tier I                                                       | 1.300.000                                                    | gravel, buiten                                               | Justine Henin-Hardenne                                       | Nadja Petrova                                                | 6-3, 4-6, 6-3                                                | details                                                      |
| 2006-05-08        | Qatar Telecom German Open                                    | Tier I                                                       | 1.340.000                                                    | gravel, buiten                                               | Nadja Petrova                                                | Justine Henin-Hardenne                                       | 4-6, 6-4, 7-5                                                | details                                                      |
| 2007-05-07        | Qatar Telecom German Open                                    | Tier I                                                       | 1.340.000                                                    | gravel, buiten                                               | Ana Ivanović                                                 | Svetlana Koeznetsova                                         | 3-6, 6-4, 7-6                                                | details                                                      |
| 2008-05-05        | Qatar Telecom German Open                                    | Tier I                                                       | 1.340.000                                                    | gravel, buiten                                               | Dinara Safina                                                | Jelena Dementjeva                                            | 3-6, 6-2, 6-2                                                | details                                                      |
| 2009–2020         | geen toernooi                                                | geen toernooi                                                | geen toernooi                                                | geen toernooi                                                | geen toernooi                                                | geen toernooi                                                | geen toernooi                                                | geen toernooi                                                |
| 2021-06-14        | bett1open                                                    | WTA 500                                                      | 565.530                                                      | gras, buiten                                                 | Ljoedmila Samsonova                                          | Belinda Bencic                                               | 1-6, 6-1, 6-3                                                | details                                                      |
| 2022-06-13        | bett1open                                                    | WTA 500                                                      | 757.900                                                      | gras, buiten                                                 | Ons Jabeur                                                   | Belinda Bencic                                               | 6-3, 2-1, opg.                                               | details                                                      |
| 2023-06-19        | bett1open                                                    | WTA 500                                                      | 780.637                                                      | gras, buiten                                                 | Petra Kvitová                                                | Donna Vekić                                                  | 6-2, 7-6                                                     | details                                                      |
| 2024-06-17        | ecotrans Ladies Open                                         | WTA 500                                                      | 922.573                                                      | gras, buiten                                                 | Jessica Pegula                                               | Anna Kalinskaja                                              | 6-7, 6-4, 7-6                                                | details                                                      |
| 2025-06-16        | Berlin Tennis Open                                           | WTA 500                                                      | 1.064.510                                                    | gras, buiten                                                 | Markéta Vondroušová                                          | Wang Xinyu                                                   | 7-6, 4-6, 6-2                                                | details                                                      |

* (H) = Hamburg

### Winnaressen vóór 1964
Er werd al sinds 1896 in Hamburg getennist in het Duitse tenniskampioenschap. De winnaressen van deze edities staan in de volgende tabel:
| 1896        | M. Thomson               |
| 1897        | Blanche Bingley-Hillyard |
| 1898        | Elsie Lane               |
| 1899        | Charlotte Cooper         |
| 1900        | Blanche Bingley-Hillyard |
| 1901        | C. Lowther               |
| 1902        | M. Roß                   |
| 1903        | Violet Pinckney          |
| 1904        | Elsie Lane               |
| 1905        | Elsie Lane               |
| 1906        | Luise Berton             |
| 1907        | Margit Madarász          |
| 1908        | Margit Madarász          |
| 1909        | Anita Heimann            |
| 1910        | Mieken Rieck             |
| 1911        | Mieken Rieck             |
| 1912        | Dora Köring              |
| 1913        | Dora Köring              |
| 1920        | Ilse Friedleben          |
| 1921        | Ilse Friedleben          |
| 1922        | Ilse Friedleben          |
| 1923        | Ilse Friedleben          |
| 1924        | Ilse Friedleben          |
| 1925        | Nelly Neppach            |
| 1926        | Ilse Friedleben          |
| 1927        | Cilly Aussem             |
| 1928        | Daphne Akhurst           |
| 1929        | Paula von Reznicek       |
| 1930        | Cilly Aussem             |
| 1931        | Cilly Aussem             |
| 1932        | Louise Payot             |
| 1933        | Hilde Krahwinkel         |
| 1934        | Hilde Sperling           |
| 1935        | Hilde Sperling           |
| 1936        | geen toernooi            |
| 1937        | Hilde Sperling           |
| 1938        | Hilde Sperling           |
| 1939        | Hilde Sperling           |
| 1940 – 1947 | geen toernooi            |
| 1948        | Ursula Rosenow           |
| 1949        | Maria Weiss              |
| 1950        | Dorothy Head             |
| 1951        | Nancye Bolton            |
| 1952        | Dorothy Head             |
| 1953        | Dorothy Knode            |
| 1954        | Joy Mottram              |
| 1955        | Beryl Penrose            |
| 1956        | Thelma Coyne-Long        |
| 1957        | Yola Ramírez             |
| 1958        | Lorraine Coghlan         |
| 1959        | Edda Buding              |
| 1960        | Sandra Reynolds          |
| 1961        | Sandra Reynolds          |
| 1962        | Sandra Reynolds-Price    |
| 1963        | Renée Schuurman          |

## Dubbelspel
In 2007 werd het toernooi gewonnen door het als nummer één geplaatste duo Lisa Raymond en Samantha Stosur. Het Amerikaans/Australische duo, winnaar van het dubbelspel tijdens de US Open in 2005, Roland Garros en WTA Tour Championships in 2006, won van de Italianen Tathiana Garbin en Roberta Vinci.
In 2008 zegevierde het eerste reekshoofd, Cara Black (Zuid-Afrika) en Liezel Huber (Verenigde Staten). In de eindstrijd tegen het Spaanse koppel Nuria Llagostera Vives en María José Martínez Sánchez pakten zij de titel in de match-tiebreak.

### Finales (1971–heden)
| Datum      | Naam                      | Cat.          | ($)           | Ondergrond     | Winnaressen                         | Verliezend finalistes                      | Uitslag          |               |
| ---------- | ------------------------- | ------------- | ------------- | -------------- | ----------------------------------- | ------------------------------------------ | ---------------- | ------------- |
| 1971-05-17 | German Open (H)           |               |               | gravel, buiten | Rosie Casals Billie Jean King       | Helga Masthoff Heide Orth                  | 6-2, 6-1         |               |
| 1972-06-05 | German Open (H)           |               | 30.000        | gravel, buiten | Helga Masthoff Heide Orth           | Wendy Overton Valerie Ziegenfuss           | 6-3, 2-6, 6-0    |               |
| 1973-06-11 | German Open (H)           |               |               | gravel, buiten | Helga Masthoff Heide Orth           | Kristien Kemmer Laura Rossouw              | 6-1, 6-2         |               |
| 1974-05-20 | German Open (H)           |               |               | gravel, buiten | Raquel Giscafré Helga Hösl          | Martina Navrátilová Renáta Tomanová        | 6-3, 6-2         |               |
| 1975-05-19 | German Open (H)           |               | 30.000        | gravel, buiten | Dianne Fromholtz Renáta Tomanová    | Paulina Peisachov Kazuko Sawamatsu         | 6-3, 6-2         |               |
| 1976-05-17 | German Open (H)           |               | 30.000        | gravel, buiten | Delina Boshoff Ilana Kloss          | Laura duPont Wendy Turnbull                | 4-6, 7-5, 6-1    |               |
| 1977-05-09 | German Open (H)           |               | 35.000        | gravel, buiten | Delina Boshoff Ilana Kloss          | Regina Maršíková Renáta Tomanová           | 2-6, 6-4, 7-5    |               |
| 1978-05-15 | German Open (H)           |               | 35.000        | gravel, buiten | Mima Jaušovec Virginia Ruzici       | Katja Ebbinghaus Helga Masthoff            | 6-4, 5-7, 6-0    |               |
| 1979-05-21 | German Open               |               | 100.000       | gravel, buiten | Rosie Casals Wendy Turnbull         | Evonne Goolagong Kerry Reid                | 6-2, 7-5         | details       |
| 1981-05-18 | German Open               |               | 100.000       | gravel, buiten | Rosalyn Fairbank Tanya Harford      | Sue Barker Renáta Tomanová                 | 6-3, 6-4         | details       |
| 1982-05-17 | German Open               |               | 100.000       | gravel, buiten | Elizabeth Gordon Beverly Mould      | Bettina Bunge C Kohde-Kilsch               | 6-3, 6-4         | details       |
| 1983-05-16 | German Open               |               | 150.000       | gravel, buiten | Jo Durie Anne Hobbs                 | C Kohde-Kilsch Eva Pfaff                   | 6-4, 7-6         | details       |
| 1984-05-14 | German Open               |               | 150.000       | gravel, buiten | Anne Hobbs Candy Reynolds           | Kathleen Horvath Virginia Ruzici           | 6-3, 4-6, 7-6    | details       |
| 1985-05-13 | German Open               |               | 150.000       | gravel, buiten | C Kohde-Kilsch Helena Suková        | Steffi Graf Catherine Tanvier              | 6-4, 6-1         | details       |
| 1986-05-12 | German Open               |               | 150.000       | gravel, buiten | Steffi Graf Helena Suková           | Martina Navrátilová Andrea Temesvári       | 7-5, 6-2         | details       |
| 1987-05-11 | German Open               |               | 150.000       | gravel, buiten | C Kohde-Kilsch Helena Suková        | Catarina Lindqvist Tine Scheuer-Larsen     | 6-1, 6-2         | details       |
| 1988-05-09 | German Open               | Tier I        | 300.000       | gravel, buiten | Isabelle Demongeot Nathalie Tauziat | C Kohde-Kilsch Helena Suková               | 6-2, 4-6, 6-4    | details       |
| 1989-05-15 | Lufthansa Cup             | Tier I        | 300.000       | gravel, buiten | Elizabeth Smylie Janine Tremelling  | Lise Gregory Gretchen Magers               | 5-7, 6-3, 6-2    | details       |
| 1990-05-14 | Lufthansa Cup German Open | Tier I        | 500.000       | gravel, buiten | Nicole Provis Elna Reinach          | Hana Mandlíková Jana Novotná               | 6-2, 6-1         | details       |
| 1991-05-13 | Lufthansa Cup German Open | Tier I        | 500.000       | gravel, buiten | Larisa Neiland Natallja Zverava     | Nicole Provis Elna Reinach                 | 6-3, 6-3         | details       |
| 1992-05-11 | Lufthansa Cup German Open | Tier I        | 550.000       | gravel, buiten | Jana Novotná Larisa Neiland         | Gigi Fernández Natallja Zverava            | 7-6, 4-6, 7-5    | details       |
| 1993-05-10 | German Open               | Tier I        | 750.000       | gravel, buiten | Gigi Fernández Natallja Zverava     | Debbie Graham Brenda Schultz               | 6-1, 6-3         | details       |
| 1994-05-09 | German Open               | Tier I        | 750.000       | gravel, buiten | Gigi Fernández Natallja Zverava     | Jana Novotná Arantxa Sánchez               | 6-3, 7-6         | details       |
| 1995-05-15 | German Open               | Tier I        | 806.250       | gravel, buiten | Amanda Coetzer Inés Gorrochategui   | Larisa Neiland Gabriela Sabatini           | 4-6, 7-6, 6-2    | details       |
| 1996-05-13 | German Open               | Tier I        | 926.250       | gravel, buiten | Meredith McGrath Larisa Neiland     | Martina Hingis Helena Suková               | 6-1, 5-7, 7-6    | details       |
| 1997-05-12 | German Open               | Tier I        | 926.250       | gravel, buiten | Lindsay Davenport Jana Novotná      | Gigi Fernández Natallja Zverava            | 6-2, 3-6, 6-2    | details       |
| 1998-05-11 | German Open               | Tier I        | 926.250       | gravel, buiten | Lindsay Davenport Natallja Zverava  | Alexandra Fusai Nathalie Tauziat           | 6-3, 6-0         | details       |
| 1999-05-10 | German Open               | Tier I        | 1.050.000     | gravel, buiten | Alexandra Fusai Nathalie Tauziat    | Jana Novotná Patricia Tarabini             | 6-3, 7-5         | details       |
| 2000-05-08 | German Open               | Tier I        | 1.080.000     | gravel, buiten | Conchita Martínez Arantxa Sánchez   | Amanda Coetzer Corina Morariu              | 3-6, 6-2, 7-6    | details       |
| 2001-05-07 | Eurocard German Open      | Tier I        | 1.185.000     | gravel, buiten | Els Callens Meg Shaughnessy         | Cara Black Jelena Lichovtseva              | 6-4, 6-3         | details       |
| 2002-05-06 | Eurocard German Open      | Tier I        | 1.224.000     | gravel, buiten | Jelena Dementjeva Janette Husárová  | Daniela Hantuchová Arantxa Sánchez         | 0-6, 7-6, 6-2    | details       |
| 2003-05-05 | MasterCard German Open    | Tier I        | 1.262.000     | gravel, buiten | V Ruano Pascual Paola Suárez        | Kim Clijsters Ai Sugiyama                  | 6-3, 4-6, 6-4    | details       |
| 2004-05-03 | Ladies German Open        | Tier I        | 1.300.000     | gravel, buiten | Nadja Petrova Meg Shaughnessy       | Janette Husárová Conchita Martínez         | 6-2, 2-6, 6-1    | details       |
| 2005-05-02 | Qatar Total German Open   | Tier I        | 1.300.000     | gravel, buiten | Jelena Lichovtseva Vera Zvonarjova  | Cara Black Liezel Huber                    | 4-6, 6-4, 6-3    | details       |
| 2006-05-08 | Qatar Telecom German Open | Tier I        | 1.340.000     | gravel, buiten | Yan Zi Zheng Jie                    | Jelena Dementjeva Flavia Pennetta          | 6-2, 6-3         | details       |
| 2007-05-07 | Qatar Telecom German Open | Tier I        | 1.340.000     | gravel, buiten | Lisa Raymond Samantha Stosur        | Tathiana Garbin Roberta Vinci              | 6-3, 6-4         | details       |
| 2008-05-05 | Qatar Telecom German Open | Tier I        | 1.340.000     | gravel, buiten | Cara Black Liezel Huber             | Nuria Llagostera Vives MJ Martínez Sánchez | 3-6, 6-2, [10-2] | details       |
| 2009–2020  | geen toernooi             | geen toernooi | geen toernooi | geen toernooi  | geen toernooi                       | geen toernooi                              | geen toernooi    | geen toernooi |
| 2021-06-14 | bett1open                 | WTA 500       | 565.530       | gras, buiten   | Viktoryja Azarenka Aryna Sabalenka  | Nicole Melichar Demi Schuurs               | 4-6, 7-5, [10-4] | details       |
| 2022-06-13 | bett1open                 | WTA 500       | 757.900       | gras, buiten   | Storm Sanders Kateřina Siniaková    | Alizé Cornet Jil Teichmann                 | 6-4, 6-3         | details       |
| 2023-06-19 | bett1open                 | WTA 500       | 780.637       | gras, buiten   | Caroline Garcia Luisa Stefani       | Kateřina Siniaková Markéta Vondroušová     | 4-6, 7-6, [10-4] | details       |
| 2024-06-17 | ecotrans Ladies Open      | WTA 500       | 922.573       | gras, buiten   | Wang Xinyu Zheng Saisai             | Chan Hao-ching Veronika Koedermetova       | 6-2, 7-5         | details       |
| 2025-06-16 | Berlin Tennis Open        | WTA 500       | 1.064.510     | gras, buiten   | Tereza Mihalíková Olivia Nicholls   | Sara Errani Jasmine Paolini                | 4−6, 6−2, [10−6] | details       |

* (H) = Hamburg